# Dirt Rally 2.0
Dirt Rally 2.0 (estilizado como DiRT Rally 2.0) es un videojuego de simulación de carreras desarrollado y publicado por Codemasters  para Microsoft Windows, PlayStation 4 y Xbox One. Fue lanzado el 26 de febrero de 2019. Una versión para Amazon Luna siguió el 3 de junio de 2021. Es el sucesor de Dirt Rally de 2015 y enfatiza la física de conducción realista.

## Jugabilidad
Dirt Rally 2.0 se centra en rally y rallycross. Los jugadores compiten en eventos de etapas cronometradas en terrenos asfaltados y todoterreno en diferentes condiciones climáticas. El juego presenta escenarios en Argentina, Australia, Nueva Zelanda, Polonia, España y los Estados Unidos. Codemasters también anunció planes para expandir el juego mediante el lanzamiento de contenido descargable, y escenarios lanzados en Finlandia, Alemania, Grecia, Monte Carlo, Suecia y Gales. Estos escenarios son versiones remasterizadas de los escenarios incluidos en el Dirt Rally original. También hay un modo rallycross con World RallyCross Supercars (incluida la alineación del temporada 2018) y ocho circuitos del FIA World Rallycross Championship. Dirt Rally 2.0 permite a los jugadores elegir entre un total de cincuenta autos, incluidos los World Rallycross Supercars antes mencionados, autos de rally históricos de la década de 1960 a 1980, autos de rally de los Grupos A, B y R, y autos de rally modernos de la década de 1990. a fines de la década de 2010. Esto se amplió más tarde a trece ubicaciones a través de contenido descargable. Cada automóvil puede tener su configuración ajustada antes de una carrera.
El juego también presenta un nuevo sistema de modelado del clima en el que los cambios en el clima afectan el nivel relativo de agarre y requieren que los jugadores adopten un enfoque más matizado de la conducción. El clima también afecta la visibilidad en etapas. La superficie de los escenarios también está sujeta a degradación; a medida que pasan más autos por un tramo, más de 100 capas aseguran que la superficie de la carretera comience a moverse y romperse, afectando los niveles de agarre. Por lo tanto, el juego exige la máxima concentración, especialmente porque algunas etapas pueden tardar más de diez minutos en completarse. No hay función de rebobinado y los daños no solo tienen un efecto visual sino también mecánico, siendo posible sufrir un "daño terminal", que finaliza automáticamente cualquier carrera en la que se encuentre el automóvil como DNF.
El modo "Mi equipo" introducido en Dirt 4 se amplía y requiere que los jugadores contraten ingenieros especializados para mantener el automóvil. Sin embargo, se eliminaron otros elementos, como la personalización de libreas, la firma de patrocinadores y la ampliación de las instalaciones del equipo. Los daños sufridos durante un rally se transfieren de un evento a otro. Los jugadores también pueden tomar una gama más amplia de opciones estratégicas, como los compuestos de los neumáticos; Los neumáticos más blandos ofrecen más agarre pero se desgastan más rápido, mientras que los neumáticos más duros son más duraderos pero producen tiempos de etapa más lentos. Más tarde, Codemasters presentó un tutorial más completo para configurar el automóvil a fin de que el proceso sea más accesible para los recién llegados, los aficionados y los jugadores que se han visto disuadidos de explorar las opciones de configuración en el pasado.
El lanzamiento de contenido descargable sigue un cronograma quincenal e incluye el regreso de las ubicaciones de rally del primer juego, así como autos como el Škoda Fabia y el BMW M1. El paquete DLC final se titula "Colin McRae: Flat Out". Presenta una nueva ubicación en Perth and Kinross en Escocia, autos conducidos por Colin McRae y un modo escenario donde los jugadores recrean momentos de la carrera de McRae.

## Desarrollo
Dirt Rally 2.0 es el primer juego de la serie desarrollado por Codemasters después de la partida del director del juego, Paul Coleman, de la compañía a principios de 2018. Los pilotos de rally Ryan Champion y Jon Armstrong sirvieron como consultores durante el desarrollo del juego con la ayuda ocasional de Oliver Solberg, mientras que el veterano copiloto Phil Mills prestó su voz como copiloto de habla inglesa del juego. Neil Cole es la voz de habla inglesa del observador de rallycross.

## Recepción
Dirt Rally 2.0 recibió "críticas generalmente favorables", según el agregador de reseñas Metacritic.

### Premios
| Año  | Premio                                              | Categoría                        | Resultado | Ref    |
| ---- | --------------------------------------------------- | -------------------------------- | --------- | ------ |
| 2019 | Develop:Star Awards                                 | Mejor sonido                     | Nominado  | [ 17 ] |
| 2019 | The Independent Game Developers' Association Awards | Mejor diseño de audio            | Nominados | [ 18 ] |
| 2019 | The Independent Game Developers' Association Awards | Mejor juego de carreras          | Nominado  | [ 18 ] |
| 2019 | The Game Awards 2019                                | Mejor juego de deportes/carreras | Nominado  | [ 19 ] |
| 2020 | 23rd Annual D.I.C.E. Awards                         | Juego de carreras del año        | Nominado  | [ 20 ] |
| 2020 | NAVGTR Awards                                       | Juego, carreras de franquicia    | Nominado  | [ 21 ] |
| 2020 | MCV/Develop Awards                                  | Innovación visual del año        | Nominado  | [ 22 ] |
| 2020 | 16th British Academy Games Awards                   | Juego británico                  | Nominado  | [ 23 ] |